# Callohesma ornatula
Callohesma ornatula är en biart som först beskrevs av Cockerell 1929.  Callohesma ornatula ingår i släktet Callohesma och familjen korttungebin. Inga underarter finns listade.

## Bildgalleri

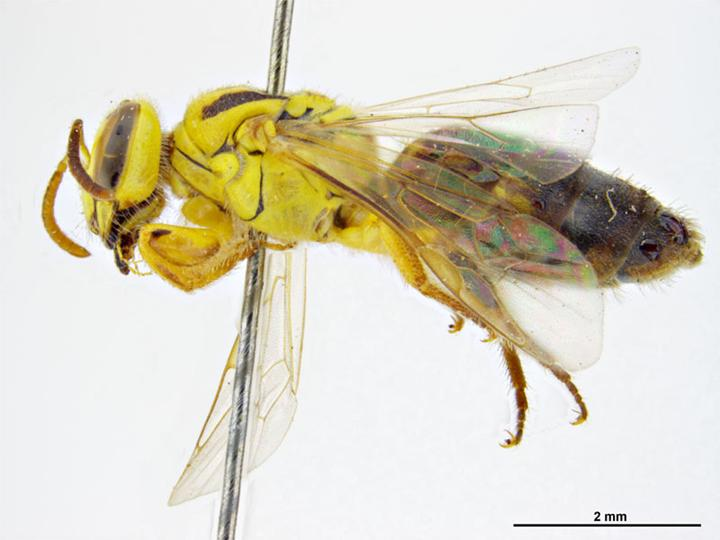